# Vilde Svaner: Tre Døtre af Kina
Vilde Svaner: Tre Døtre af Kina er en selvbiografisk familiehistorie skrevet af den kinesiske forfatter, Jung Chang første gang udgivet i 1992. Bogen fortæller historien om forfatterens bedstemor, mor og hende selv og gennem disse historier giver bogen et unikt indblik i Kinas historie i det 20. århundrede. Bogen er oversat til over 30 sprog og har solgt over 10 millioner eksemplarer.
Bogen har vundet to priser: I 1992 vandt den NCR bogprisen og i 1993 British Book of the Year, hvilket den kunne indstilles til, da Jung Chang i dag bor i London.
Bogen er bandlyst i Folkerepublikken Kina, da regeringen mener, at den indeholder usandheder. Den eksisterer kun i Folkerepublikken Kina i ulovligt producerede eller indsmuglede kopier fra Hongkong eller Taiwan. Uden for Kina er den blevet rost som et informativt indblik i kinesernes hverdag under kulturrevolutionen, men har også et mindre antal kritikere.

## Dansksprogede publikationer
- Jung Chang, Vilde Svaner. Oversat af Jan Bredsdorff. 618 sider. Munksgaard/Rosinante, 1994. ISBN 87-16-14056-7.

| Bog | Spire Denne artikel om bøger og tidsskrifter er en spire som bør udbygges. Du er velkommen til at hjælpe Wikipedia ved at udvide den. |